# Single (surf)
Pour les articles homonymes, voir Single.
 (décembre 2018).
Si vous disposez d'ouvrages ou d'articles de référence ou si vous connaissez des sites web de qualité traitant du thème abordé ici, merci de compléter l'article en donnant les références utiles à sa vérifiabilité et en les liant à la section « Notes et références ».

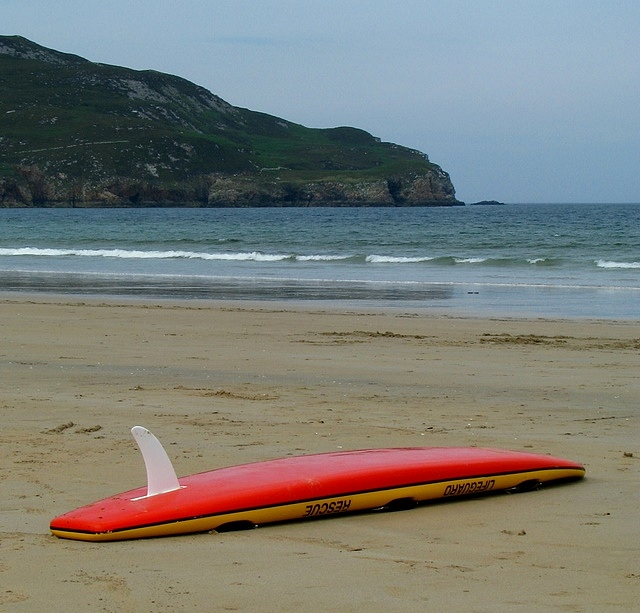
Une planche single des secouristes sur la plage irlandaise de Killahoey Strand, dans le Comté de Donegal.

Le single est une variété de planche de surf caractérisée par la présence d'une dérive unique sous la planche.